# Cạnh Tranh Thân Thiện
Cạnh Tranh Thân Thiện/Bạn Bạn Bè Bè (tiếng Hàn: 선의의 경쟁; Tiếng Anh: Friendly Rivalry) là một bộ phim truyền hình ly kỳ giật gân dành cho thanh thiếu niên đang được trình chiếu tại Hàn Quốc dựa trên Webtoon cùng tên của Song Chae-yoon và Shim Jae-young, với sự tham gia của Lee Hye-ri, Chung Su-bin, Kang Hye-won và Oh Woo-ri. Phim được phát sóng trên U+ Mobile TV từ ngày 10 tháng 2 năm 2025, sau đó được chiếu tại T-Ving từ ngày 10 tháng 3 năm 2025. Và phim cũng được phát sóng bản quyền tại Việt Nam từ ngày 10 tháng 2 năm 2025 đến ngày 5 tháng 3 năm 2025, với bốn tập được phát hành hàng tuần từ Chủ Nhật đến thứ Tưtrên TV360, FPT Play, VieON ; và trên Netflix từ ngày 7 tháng 4 năm 2025.

## Diễn viên

### Diễn viên chính
- Lee Hye-ri vai Yoo Jae-yi.
- Chung Su-bin vai Woo Seul-gi.
- Kang Hye-won vai Joo Ye-ri.
- Oh Woo-ri vai Choi Kyung.

### Diễn viên phụ
- Choi Young-jae vai Nam Byeong-jin.
- Kim Tae-hoon vai Yoo Tae-joon.

### Gia đình xung quanh

#### Gia đình/Bạn bè
- Chu Ye-jin vai Yoo Je-na.
- Lee Won-jae vai Woo Do-hyeok.
- Kang Jin-ah vai Kwon Hee-yoon.
- Go Seo-hee vai Nam Ji-yeon.
- Yoo Ha-young vai Soo-jin.

#### Trường trung học phổ thông nữ sinh Chaehwa
- Seo Eun-oh vai Giáo viên chủ nhiệm.
- Chae Seo-eun vai Jo A-ra.
- Kim Sang-ji vai Kim Beom-soo.
- Na Hyun-jin vai Gu Chae-ryeong.
- Ma Hyun-ji vai Park Byeong-hee.

### Diễn viên khác
- Park Soo-jin vai Điều phối viên kỳ thi tuyển sinh.
- Lim Soo-hwan vai Giám đốc hành chính.
- Park Jun-woo vai Người đàn ông xe thể thao.
- Han Tae-kyung vai Anh chàng xe máy.
- Jo Seo-hyun vai Người phụ nữ trước nhà nghỉ.
- Ji Byeong-Hyeon vai Người đàn ông trước nhà nghỉ.
- Son Yeong-sun vai bà lão bán hoa.

## Sản xuất

### Phát triển
Bộ phim được đạo diễn bởi Kim Tae-hee và được biên kịch bởi Kim Tae-hee và Min Ye-ji. Phim đã được lên kế hoạch bởi STUDIO X+U và được sản xuất bởi Ylab Plex & STUDIO X+U. Đây là một bộ phim truyền hình chuyển thể từ Webtoon cùng tên do Song Chae-yoon viết, và được Shim Jae-young minh họa.

### Casting
Vào ngày 23 tháng 7 năm 2024, STUDIO X+U thông báo rằng Lee Hye-ri, Chung Su-bin, Kang Hye-won và Oh Woo-ri sẽ hợp tác với nhau để kể câu chuyện về những cô gái trung học. Vào ngày 24 tháng 7, Andbut Company tuyên bố rằng Choi Young-jae đã được chọn vào vai cho bộ phim.

## Nhạc phim

### Phần 1
| Phát hành vào ngày 10 tháng 2 năm 2025 | Phát hành vào ngày 10 tháng 2 năm 2025 | Phát hành vào ngày 10 tháng 2 năm 2025     | Phát hành vào ngày 10 tháng 2 năm 2025     | Phát hành vào ngày 10 tháng 2 năm 2025 | Phát hành vào ngày 10 tháng 2 năm 2025 |
| STT                                    | Nhan đề                                | Phổ lời                                    | Phổ nhạc                                   | Nghệ sĩ                                | Thời lượng                             |
| -------------------------------------- | -------------------------------------- | ------------------------------------------ | ------------------------------------------ | -------------------------------------- | -------------------------------------- |
| 1.                                     | "Burn It Down"                         | Park Shin-ae Jeon Hae-jeong Lee Gwan-hyung | Lee Kwan-hyung Jeon Hae-jeong Park Shin-ae | Kim Ye-ji (Kardi)                      | 03:34                                  |
| 2.                                     | "Burn It Down" (Inst.)                 |                                            | Lee Kwan-hyung Jeon Hae-jeong Park Shin-ae |                                        | 03:34                                  |
| Tổng thời lượng:                       | Tổng thời lượng:                       | Tổng thời lượng:                           | Tổng thời lượng:                           | Tổng thời lượng:                       | 07:08                                  |

### Phần 2
| Phát hành vào ngày 17 tháng 2 năm 2025 | Phát hành vào ngày 17 tháng 2 năm 2025 | Phát hành vào ngày 17 tháng 2 năm 2025 | Phát hành vào ngày 17 tháng 2 năm 2025   | Phát hành vào ngày 17 tháng 2 năm 2025 | Phát hành vào ngày 17 tháng 2 năm 2025 |
| STT                                    | Nhan đề                                | Phổ lời                                | Phổ nhạc                                 | Nghệ sĩ                                | Thời lượng                             |
| -------------------------------------- | -------------------------------------- | -------------------------------------- | ---------------------------------------- | -------------------------------------- | -------------------------------------- |
| 1.                                     | "Eternal Maze"                         | Jung So-hyun                           | Jung So-hyun Shin Hye-won Park Seong-min | Elaine                                 | 3:17                                   |
| 2.                                     | "Eternal Maze" (Inst.)                 |                                        | Jung So-hyun Shin Hye-won Park Seong-min |                                        | 3:17                                   |
| Tổng thời lượng:                       | Tổng thời lượng:                       | Tổng thời lượng:                       | Tổng thời lượng:                         | Tổng thời lượng:                       | 6:34                                   |